# 10541 Malesherbes
10541 Malesherbes è un asteroide della fascia principale. Scoperto nel 1991, presenta un'orbita caratterizzata da un semiasse maggiore pari a 2,2740999 UA e da un'eccentricità di 0,1599600, inclinata di 5,79491° rispetto all'eclittica.